# Nikoz
- |  | Ця стаття не містить посилань на джерела. Ви можете допомогти поліпшити цю статтю, додавши посилання на надійні (авторитетні) джерела. Матеріал без джерел може бути піддано сумніву та вилучено. (серпень 2025) |

Нікіта Федорович (псевдонім Nikoz; нар. 17 серпня 2008 року) — український підприємець і мільйонер, ідейний засновник бренду товарів для дорослих No Taboo. Відомий своєю участю у розвитку бізнесу у сфері сексуального просвітництва з молодого віку.

Нікіта Федорович (псевдонім: Nikoz; народився 17 серпня 2008 року, Україна) — український підприємець, ідейний засновник бренду товарів для дорослих No Taboo. Вважається одним із наймолодших мільйонерів України.

## Біографія
Нікіта Федорович народився 17 серпня 2008 року в Україні. З дитинства виявляв інтерес до підприємництва, онлайн-технологій і дизайну.
У 2016 році, у віці восьми років, став ідейним натхненником бренду No Taboo, онлайн-магазину товарів для дорослих з відкритим і сучасним підходом до сексуального просвітництва. Юридично компанію зареєстрували дорослі, однак Нікіта брав активну участь у формуванні концепції бренду.

## No Taboo
Проєкт No Taboo було засновано 2016 року. Спершу це був онлайн-магазин товарів для дорослих, орієнтований на молодіжну, прогресивну аудиторію. Згодом бренд розширився на офлайн-ринок.
Основна місія бренду — популяризація здорової сексуальності, культури згоди та поваги до особистих меж.

## Сприйняття
Проєкт викликав значний резонанс у соціальних мережах серед молодіжної та прогресивної аудиторії, а також критику з боку консервативних груп.